# Élection présidentielle zambienne de 2011
L’élection présidentielle zambienne de 2011 s'est tenue en Zambie, le 20 septembre 2011. Elle est remportée par Michael Sata contre le président sortant Rupiah Banda.